# Bremer voetbalkampioenschap 1918/19
In 1918/19 werd het twintigste Bremer voetbalkampioenschap gespeeld, dat georganiseerd werd door de Noord-Duitse voetbalbond. Bremer SC werd kampioen en plaatste zich voor de Noord-Duitse eindronde. De club versloeg SC Frisia 03 Wilhelmshaven en Eintracht Hannover en plaatste zich voor het eerst voor de finale, waarin het verloor van oorlogsfusieclub KV Victoria/HFC 88. 

## Eindstand
| Plaats | Club                    | Wed. | W | G | V | Saldo | Ptn |
| ------ | ----------------------- | ---- | - | - | - | ----- | --- |
| 1.     | Bremer SC 1891          |      |   |   |   |       |     |
| 2.     | FV Werder Bremen        |      |   |   |   |       |     |
| 3.     | BV Sport 06 Bremen      |      |   |   |   |       |     |
| 4.     | FV Komet 1896 Bremen    |      |   |   |   |       |     |
| 5.     | FC TuS 1900 Delmenhorst |      |   |   |   |       |     |
| 6.     | Bremer BV 01            |      |   |   |   |       |     |

|  | Kampioen |